# Lépésenkénti társadalomjavítás
A lépésenkénti társadalomjavítás (angolul: social engineering) a 20. században elterjedt szociológiai elmélet amely szerint lehetőség van egész társadalmak szebb, kényelmesebb technológiailag fejlettebb megtervezésére. 
A lépésenkénti társaslomjavítás elmélete Platon, Hegel és Marx történelem fejlődési elméletire épültek. Karl Popper osztrák filozófus mutatott rá a lépésenkénti társadalomjavítás veszélyeire, arra, hogy az elmélet gyakorlatba történő átültetése emberek elnyomásához, a szent cél érdekében történő feláldozásához vezet. A lépésenkénti társadalomjavítás elmélete a második világháború után tovább élt. Az újjáépítéskor a világ különböző térségeiben  modernizációs programok indultak Ezek a programok egész társadalmak életét voltak hivatott megváltoztatni ez biztosította a szemlélet és a hozzá kapcsolódó stratégia, a social engineering továbbélését.